# Tirà variegat
El tirà variegat (Empidonomus varius) és un ocell de la família dels tirànids (Tyrannidae) i única espècie del gènere Empidonomus.

## Hàbitat i distribució
Bosc obert, vegetació secundària, clars dels boscos. Terres baixes des de l'oest de Veneçuela i Guaiana, cap al sud, a través de l'Amazònia, centre i est del Brasil, nord, est i sud-est de Bolívia i Paraguai fins al nord de l'Argentina i Uruguai.